# Ла-Гранд (Вашингтон)
Ла-Гранд (англ. La Grande) — переписна місцевість (CDP) в США, в окрузі Пірс штату Вашингтон. Населення — 121 особа (2020).

## Географія
Ла-Гранд розташована за координатами 46°48′38″ пн. ш. 122°17′0″ зх. д. / 46.81056° пн. ш. 122.28333° зх. д. (46.810627, -122.283335).  За даними Бюро перепису населення США в 2010 році переписна місцевість мала площу 11,13 км², з яких 11,00 км² — суходіл та 0,13 км² — водойми.

### Клімат
| Клімат : Ла-Гранд                        | Клімат : Ла-Гранд | Клімат : Ла-Гранд | Клімат : Ла-Гранд | Клімат : Ла-Гранд | Клімат : Ла-Гранд | Клімат : Ла-Гранд | Клімат : Ла-Гранд | Клімат : Ла-Гранд | Клімат : Ла-Гранд | Клімат : Ла-Гранд | Клімат : Ла-Гранд | Клімат : Ла-Гранд | Клімат : Ла-Гранд |
| Показник                                 | Січ.              | Лют.              | Бер.              | Квіт.             | Трав.             | Черв.             | Лип.              | Серп.             | Вер.              | Жовт.             | Лист.             | Груд.             | Рік               |
| Абсолютний максимум, °C                  | 18,3              | 21,1              | 23,3              | 28,3              | 33,3              | 35,6              | 36,7              | 38,9              | 34,4              | 29,4              | 23,9              | 18,9              | 38,9              |
| Середній максимум, °C                    | 7,2               | 9,5               | 11,1              | 14,3              | 18,8              | 21,7              | 25,3              | 25,0              | 21,7              | 15,9              | 10,3              | 7,9               | 15,7              |
| Середній мінімум, °C                     | 0,6               | 1,9               | 2,2               | 3,7               | 6,7               | 9,4               | 11,2              | 11,6              | 9,8               | 6,5               | 3,1               | 1,6               | 5,7               |
| Абсолютний мінімум, °C                   | −14,4             | −12,2             | −10               | −2,2              | 0,0               | 0,6               | 1,7               | 4,4               | −0,6              | −2,2              | −13,9             | −15,6             | −15,6             |
| Норма опадів, мм                         | 129               | 93                | 99                | 82                | 61                | 54                | 23                | 40                | 53                | 84                | 120               | 142               | 978               |
| Днів з опадами                           | 20                | 18                | 19                | 17                | 14                | 12                | 7                 | 9                 | 11                | 15                | 19                | 22                | 183,0             |
| ---------------------------------------- | ----------------- | ----------------- | ----------------- | ----------------- | ----------------- | ----------------- | ----------------- | ----------------- | ----------------- | ----------------- | ----------------- | ----------------- | ----------------- |
| Джерело: Western Regional Climate Center |                   |                   |                   |                   |                   |                   |                   |                   |                   |                   |                   |                   |                   |

## Демографія
Згідно з переписом 2010 року, у переписній місцевості мешкало 109 осіб у 48 домогосподарствах у складі 33 родин. Густота населення становила 10 осіб/км².  Було 57 помешкань (5/км²).
Расовий склад населення:
| - 89,9 % — білих - 2,8 % — азіатів - 0,9 % — чорних або афроамериканців |

До двох чи більше рас належало 6,4 %. Частка іспаномовних становила 4,6 % від усіх жителів.
За віковим діапазоном населення розподілялося таким чином: 9,2 % — особи молодші 18 років, 67,9 % — особи у віці 18—64 років, 22,9 % — особи у віці 65 років та старші. Медіана віку мешканця становила 50,8 року. На 100 осіб жіночої статі у переписній місцевості припадало 105,7 чоловіків;  на 100 жінок у віці від 18 років та старших — 102,0 чоловіків також старших 18 років.
Цивільне працевлаштоване населення становило 56 осіб. Основні галузі зайнятості: роздрібна торгівля — 66,1 %, науковці, спеціалісти, менеджери — 33,9 %.